# Kína zenéje

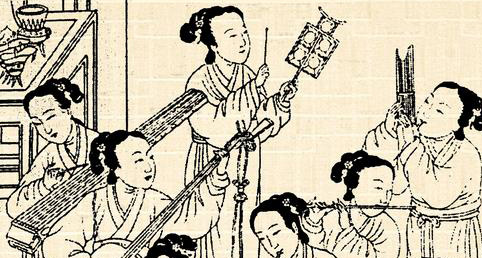
Női zenészek klasszikus kínai zenét játszanak. A bal oldali zenész kínai citrán (valószínűleg yaqin) játszik. Az előtérben lévő zenész hosszú nyakú pengetős lanton (valószínűleg sanxian) játszik. Nagyobb, ókori kínai dinasztikus metszetről a köztulajdonban.

A kínai zene gazdag és változatos hagyományokból áll, amelyek sokszor Kína különböző etnikai csoportjaitól származnak, például a tibeti, ujgúr vagy mongol népcsoportoktól. A kínai zenei hagyományok rendkívül sokszínűek, hiszen több mint 50 különböző etnikai csoport zenéje alkotja a kínai zenei kultúra alapját. A zene országon belül és kívül is készülhet,  általában kínai származású emberek műve, hagyományos kínai hangszerek használatával, vagy kínai zenei elméletekre alapozva. A kínai zene magába foglalja a tradicionális klasszikus formákat, az őshonos népzenét, valamint a nyugati kultúra által inspirált népszerű zenei formákat is. Az egyes zenei formák nemcsak a kínai kultúra gazdagságát, hanem annak történelmi fejlődését is tükrözik, hiszen a kínai zene mindig alkalmazkodott a társadalmi és politikai változásokhoz.

## Történelem
A kínai zenei kultúra korai jelei már a Zhou-dinasztia (i.e. 1122–256) idejéből ismertek, ahol egy fejlett zenei rendszer alakult ki, amely a következő dinasztiákban tovább fejlődött. A Zhou-dinasztia idején a zene fontos szerepet játszott a rituálékban és a vallási szertartásokban, valamint a társadalmi élet minden szintjén. A zene nemcsak szórakoztatási célokat szolgált, hanem a politikai és társadalmi stabilitás fenntartásában is fontos szerepet játszott. A hagyományos zene továbbra is fontos része a kínai kulturális örökségnek, bár az elmúlt évszázadok során nyugati elemekkel bővült. Az évszázadok során a zene különböző stílusai és formái fejlődtek ki, például a konfuciánus tanítások által befolyásolt 'ya yue' (elegáns zene), amely a császári udvarban volt elterjedt, és amelyet precíz, szabályozott szerkezet és kifinomult előadásmód jellemzett. A modern kínai zene a történelemben gyökerezik, ugyanakkor globális kultúra része is, mivel a kínai zenészek és zeneszerzők ma már nemcsak hagyományos, hanem nemzetközi stílusokban is alkotnak.
A Han-dinasztia (i.e. 206 – i.sz. 220) idején a zene még inkább előtérbe került, és hivatalos intézményeket is létrehoztak a zene tanulmányozására és fejlesztésére, például a Zenei Hivatalt, amelynek feladata volt a népzenei dallamok összegyűjtése és a ceremoniális zenék előadása. Az ezt követő Tang-dinasztia (618–907) alatt a zene és a kultúra virágkorát élte, és sok zenész érkezett Kínába a Selyemúton keresztül, akik új hangszereket és zenei stílusokat hoztak magukkal. A Tang-korban a császári udvar zenekarai hatalmasak voltak, és különböző hangszereket használtak, mint például a kucseng, a pi-pá és a konghou, amelyek a kínai zene gazdagságát tükrözték. A kucseng és a pi-pá lírai hangzásával a természetet és a kulturális ünnepeket idézte meg, míg a konghou egy összetett, sokoldalú hangszer volt, amely különleges dallamokat szólaltatott meg.

## Hangszerek és stílusok

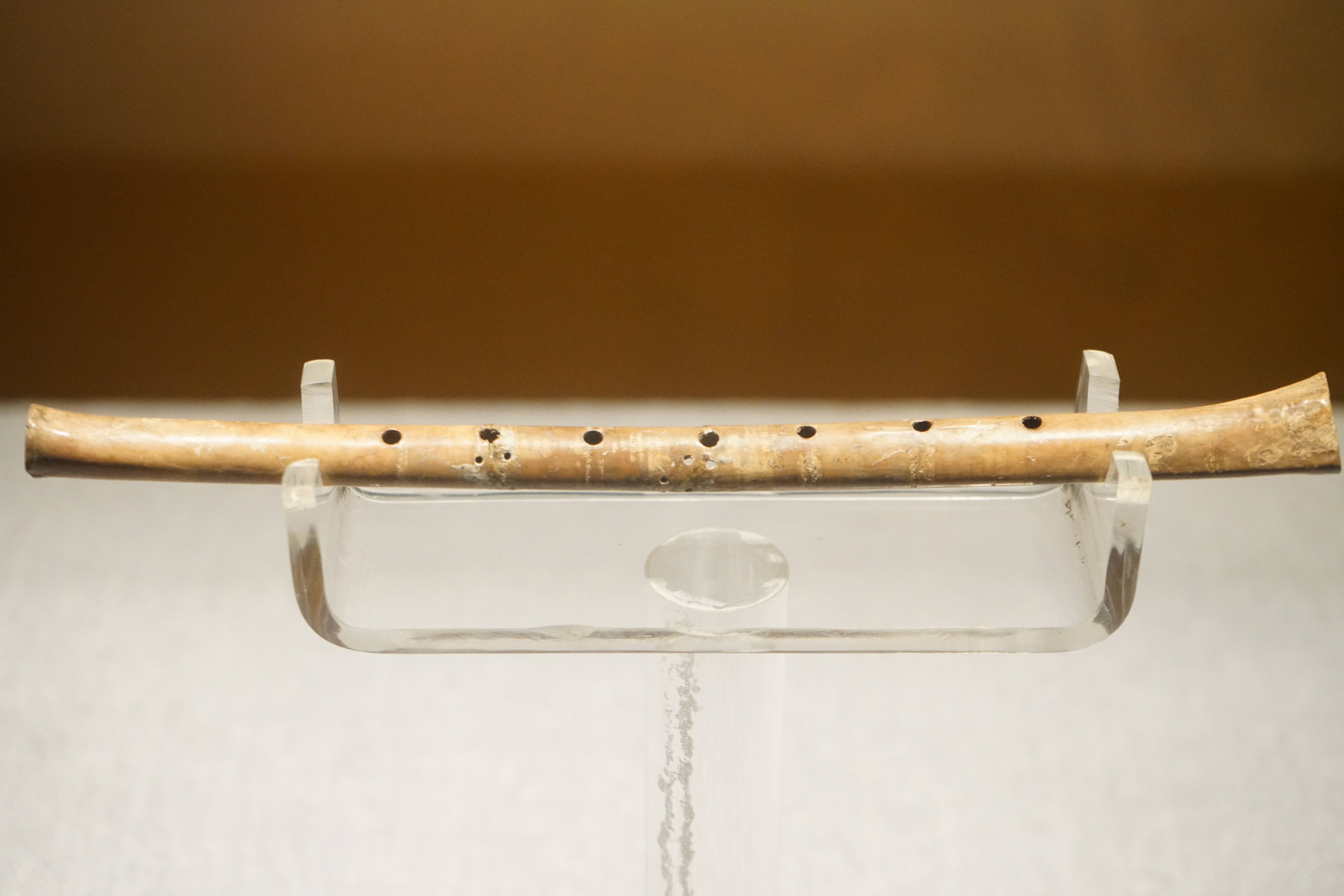
Egy 9000 éves csontfurulya Henanból.

A tradicionális kínai zene szóló hangszereken vagy kisebb zenekarokban történik, amelyek általában pengetett és vonós hangszereket, fuvolákat, valamint különféle cintányérokat, gongokat és dobokat használnak. A legismertebb hangszerek közé tartozik a kucseng, a dizi, az erhu és a pi-pá. A kucseng egy pengetős hangszer, amelynek hangzása jellegzetesen lírai, és gyakran használják természetet megidéző zenei darabokhoz. Az erhu, amely egy kéthúros vonós hangszer, a kínai zene egyik legismertebb eleme, és képes rendkívül érzelmes dallamokat megszólaltatni. A dizi, egy keresztfuvola, jellegzetes, éles hangzásával a kínai népzene elengedhetetlen része.
A zenei rendszer főleg pentatonikus skálákra épül, amely eltér a nyugati zenei rendszerektől. A pentatonikus skála ötfokú hangrendszere különleges hangzást biztosít a kínai zenének, amelyet a nyugati fül egzotikusnak és misztikusnak érezhet. A kínai zene nemcsak hangszeres, hanem vokális előadásmódban is jelentős, és gyakran kapcsolódik vallási vagy spirituális gyakorlatokhoz. A buddhista és taoista szertartások során a zene meditációs eszközként szolgál, amely segít a lelki béke elérésében és a spirituális fejlődésben.

## Hagyományos kínai opera

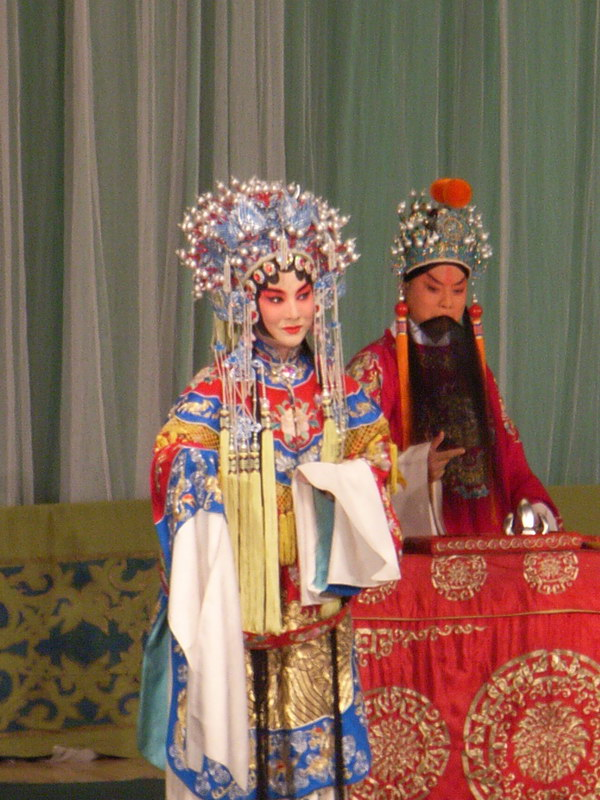
A pekingi opera előadói.

A kínai opera a színművészet átfogó formája, amely magában foglalja az irodalmat, a zenét, a táncot, a harcművészeteket és az akrobatikát. A kínai opera több mint 2000 éves múltra tekint vissza, és számos regionális változata létezik, például a pekingi opera (Jingju), a kantoni opera (Yueju) és a szecsuáni opera. A pekingi opera a legismertebb és legnépszerűbb forma, amely jellegzetes énekstílusával, színes jelmezeivel és maszkjaival az egész világon ismertté vált. Egy híres darab például a 'Pillangókirály', amely a hősiességről és a lojalitásról szóló történetet mesél el. A szereplők többféle karaktertípusra oszthatók, mint például a főszereplők (sheng), a női főszereplők (dan), az arcfestett szereplők (jing) és a bohócok (chou). Minden karakternek megvan a maga jellegzetes énekstílusa és mozgása, amelyek segítségével a nézők könnyen felismerhetik a szereplők személyiségét és szerepét.
A zenei kíséret általában hangszerekből és énekből áll, amelyek szorosan összekapcsolódnak a történetmeséléssel és a színpadi mozgással. A pekingi operában például az énekesek és a zenekar közötti interakció rendkívül fontos, mivel a zenekar nemcsak a zenei aláfestést biztosítja, hanem a cselekmény egyes elemeit is hangsúlyozza. A hagyományos kínai opera fontos része a kínai kulturális identitásnak, és számos történelmi eseményt, legendát és mitológiai történetet dolgoz fel.

## Modern változások

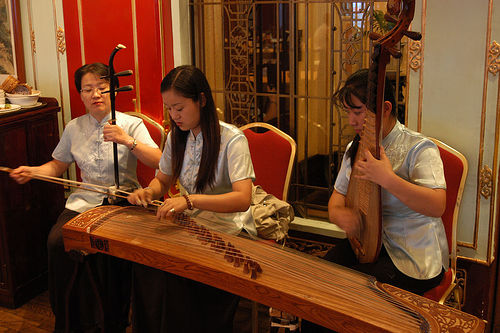
Kínai zenészek egy sanghaji étteremben.

A 20. század elején a kínai zene jelentős változásokon ment keresztül, részben a nyugati kulturális hatások következtében. Az új technológiák és az urbanizáció hatására a kínai zenei világ fokozatosan modernizálódott, és a hagyományos zenei formák mellett megjelentek a nyugati stílusok is. A modern kínai zenében a popzene, az elektronikus tánczene, a rock és a hip-hop is elterjedt, bár az állami ellenőrzés miatt ezek a műfajok korlátozott elérhetőséggel bírnak. Az 1980-as évek reformjai után a kínai popzene (C-pop) és a rockzene gyorsan népszerűvé vált, és olyan előadók, mint Cui Jian, a kínai rockzene „atyja”, jelentős hatással voltak a fiatal generációkra. Cui Jian egyik ikonikus dala, a „Semmim sincs” (Yi Wu Suo You), a társadalmi elégedetlenség és a változás iránti vágy egyik legfontosabb szimbólumává vált.
Az utóbbi évtizedekben a kínai zeneipar gyors növekedésnek indult, és egyre nagyobb a nemzetközi hatása is. A kínai zenészek egyre inkább bekapcsolódnak a globális zenei piacba, és sokan közülük nemzetközi szinten is elismerést szereztek. A kínai elektronikus zene és a hip-hop műfajok is virágzásnak indultak, és olyan városok, mint Peking és Shanghai, a modern kínai zenei élet központjaivá váltak. Az olyan fesztiválok, mint a MIDI Modern Music Festival, egyre több látogatót vonzanak, és segítenek abban, hogy a kínai zene a világ minden táján ismertté váljon.
A kínai kormány is támogatja a zene fejlődését, különösen a hagyományos zenei formák megőrzését és népszerűsítését. Az olyan hagyományos hangszerek, mint a kucseng és az erhu, újra népszerűek lettek, és a kínai fiatalok körében is egyre többen érdeklődnek a hagyományos kínai zenei stílusok iránt. Az iskolákban és a kulturális intézményekben szervezett zenei oktatási programok célja, hogy a kínai zene hagyományait megőrizzék, és továbbadják a következő generációknak.